# 生き埋め戦
生き埋め戦（いきうめせん、ベリード・アライブ・マッチ）は、プロレスで行われる様々なデスマッチの試合形式のひとつ。
エントランスのステージ脇に置かれた特設の墓場の穴に相手を投げ入れ、土をかけて生き埋めにしたら勝利というのがルール。元々は、墓掘人のニックネーム、およびそれに関連したギミックを有するジ・アンダーテイカーに絡んだ試合として始まっている。しかしながら、当のテイカーが生き埋めにされる場合が多い。これは、テイカーが長期休暇またはギミック変更を行う直前にこの試合を組むことで、長期離脱のストーリーを作るためである。
また、テイカー＆ビッグ・ショー組と、ロック＆マンカインド組がこの試合形式でWWFタッグチーム王座戦を行った事がある。

## 歴代試合結果
サバイバー・シリーズ2003
- 'ベリード・アライブ・マッチ' -Buried Alive Match-

○ミスター・マクマホン vs ジ・アンダーテイカー●
試合終盤、ケインが乱入しブルドーザーを使ってテイカーを生き埋めにした
　WWEブラッギング・ライツ2010
- 'ベリード・アライブ・マッチ'形式世界ヘビー級選手権試合 -Buried Alive Match for the World Heavyweight Championship-

○ケイン(c) (w / ポール・ベアラー) vs ジ・アンダーテイカー●
試合終盤、ネクサスが乱入しテイカーを襲撃